# Kérem a következőt!
A Kérem a következőt! magyar televíziós rajzfilmsorozat, amelyet a Pannónia Filmstúdió készített. Eredeti címe helyett a sorozatot gyakran Dr. Bubó néven említik, mivel főhőse egy bagoly orvos, aki az erdőlakó állatok bajait kezeli ki, többnyire kevés sikerrel. A sorozat alkotója Nepp József, aki Romhányi Józseffel együtt írta a forgatókönyvet és a dialógokat. A rajzfilmet Ternovszky Béla rendezte. A sorozat három évadból állt (mindhárom 13 epizódból), az első 1973-ban, a második 1974-ben, a harmadik pedig 1982–1983 között készült.
A sorozat, mint a legtöbb magyar rajzfilm ezen alkotóktól, felnőttsorozat, bár a gyerekek körében is népszerű. Számos olyan pszichológiai és társadalmi problémát figuráz ki, amely csak felnőtt nézők számára érthető. Az antropomorf szereplők tulajdonképpen egy-egy, olykor negatív emberi karakter karikatúrái.
A sorozat intelligens humora erősen épít a szójátékokra. Néhány példa: az erdei bankot Tönk-Banknak hívják, amely amellett, hogy egy fatönkön épült, tönkreteszi az ügyfeleit; az Orvosi Begyetem vezetője a Boa constrector; a Szügyészségen rókák dolgoznak mint „rókátorok” (prókátorok), a kocsmát lúdtalpon állónak nevezik. Sólyom csőrmester pedig az Erdőrség dolgozója.

## Ismertető
Dr. Bubó egy uhubagoly, aki miután megszerezte a kiváló minősítésű orvosi diplomáját, egy tölgyfa belsejében rendezi be rendelőjét, ahol az erdő beteg lakóit gyógyítgatja asszisztensnője – a rendelő ápolónője –, Ursula nővér segítségével.
Az erdei állatok zömmel valamilyen súlyos pszichológiai problémával keresik fel az orvost: az elefánt kisebbrendűségi komplexusban szenved, a bolha megalomániás, a liba hipochonder, a szarvas betegesen féltékeny, a disznó részeges, a víziló betegesen falánk stb. Bubó mindegyiküket megpróbálja kikezelni, általában félreértve a megoldandó problémát. Pszichológiai kutatásainak törekvése és azoknak rendszeres elbaltázása a sorozat fő humorát képezi.
Emellett Bubó gyakran próbál meg otthonosan mozogni a bűnüldözés területén is, öreg barátja, Sólyom csőrmester oldalán, mivel meg van arról győződve, hogy a bűnözés lélektani eredetet rejt magában; ezen elméletei éppúgy csődöt mondanak, mint pszichológiai munkássága.
Konklúzióként a doktor minden egyes epizód végén egy bölcs mondással kommentálja az aktuális orvosi esetet, amit általában egy-egy neves egyetemi professzorának tulajdonít.

## Szereplők

### Főszereplők
Dr. Bubó Bubó
Uhu, aki az Orvosi „Begyetemen” szerzett diplomát. Az uhu latin neve Bubo bubo (amely a sorozat főcímében is elhangzik a boa "konstrektortól" – a boa latinul Boa constrictor –, aki átadja neki az orvosi diplomát), innen kapta a nevét. Bubó hagyományos háziorvosi teendői mellett („Kígyónak lábsó, madaraknak fogsor”), különösen érdeklődik a pszichológia iránt. Úgy vallja, hogy minden betegség pszichoszomatikus eredetű, tehát kialakulásának lélektani oka van, a diagnózisa azonban általában alaposan mellétrafál. Meggyőződéses agglegény, kedveli a nyugalmat és a jó szivarokat.
Hangját Szabó Gyula kölcsönzi.
Sólyom csőrmester
Bubó volt általános iskolai osztálytársa, nevéhez illően sólyom. Az erdő rendfenntartó szervénél, az „Erdőrségnél” dolgozik, mint körzeti megbízott. Bubóval ellentétben a gyors és határozott megoldások híve, leginkább a „mindenkit letartóztatni, aki egy kicsit is gyanús” elvhez tartja magát.
Hangját Bodrogi Gyula kölcsönzi.
Ursula nővér
Bubó asszisztense, jószívű barnamedve, aki a termetes alakja és bozontos bundája ellenére is a megtestesült nőiesség. Neve az Orsolya keresztnév eredeti latin alakja, amely a medve latin nevéből, az Ursusból ered. Reménytelenül szerelmes kedvenc kis doktorába. Ha kell, bármikor kész a komoly fizikai erejét is bevetni – bizonyos esetekben ez a legkiválóbb terápiás eszköz.
Hangját Csala Zsuzsa kölcsönzi.
Teknőc Ernő, küldönc
Sólyom beosztottjaént futárként dolgozik. Észjárása legalább olyan lassú, mint a mozgása, és ezzel rendszeresen az őrületbe kergeti a parancsnokát. Ha valamilyen megbízás céljából kiált érte a csőrmester, egy-egy lakonikus, enervált „Tudtam”-mal konstatálja a helyzetet. 
Hangját Gyenge Árpád kölcsönözte az 1 és 2. évadban. A 3. évadban a színész halála miatt Gera Zoltán vette át a szinkronszerepet.

### Egyéb szereplők
- Agárdy Gábor – Vadkan
- Alfonzó – Leó király; Jós levelibéka
- Bajka Pál - Mosómedve; Pocok úr; Ürge úr
- Bakó Márta – Liba hölgy (2. évadban)
- Balázs Péter – Sün (1. hang)
- Bárány Frigyes – Vezér szarvasbika; Marha; Vadkan (3. évad 3. részében)
- Báró Anna – Vadkoca
- Borbás Gabi – Arany bárány; Páviánné
- Buss Gyula – Fekete párduc
- Csurka László – Farkas I.
- Dallos Szilvia – Pelikánné
- Deák B. Ferenc – Szemárpás majom Dr. Bubó rendelőjében; Újságos kakas (1. évadban); Szarvasbika (1. évadban)
- Detre Annamária – Bolháné; Gólya kisasszony
- Elekes Pál – Vakond (3. évadban)
- Erdődy Kálmán – Holló Ottokár; Holló Oszkár
- Felföldi Anikó – Dizőz; Szarvastehén (2. hang)
- Fodor Tamás – Kukac; Szarvasbika (3. évadban); Zebra; Pocok; Almás, az 5-ös versenyló
- Földessy Margit – Antilop asszony; TV-bemondó kacsa hölgy
- Géczy Dorottya – Szarvastehén (1. hang); Birkamama
- Gyabronka József – Csődör; Sün (3. hang); Csiga (2. hang)
- Győrffy György – Ökör
- Hacser Józsa – Pocokné; Strucc kisasszony (1. hang); Kenguruné
- Harkányi Endre – Mókus Barna; Sün (2. hang)
- Haumann Péter – Sáska hadvezér
- Horesnyi László – pillangisták
- Horkai János – Hörcsög vezérigazgató; Patkány; Véreb; Félszemű terrorista
- Horváth Pál – Vakond; Bernát (2. évadban); Elefánt úr
- Kaló Flórián – Kecske elnök; Sakál inas; Róka prókátor; Pávián Fábián (2. hang)
- Képessy József Orrszarvú; Főtűzoltó elefánt; Vendéglős rozmár; Pelikán úr
- Kibédi Ervin – Zebra; Szamár Márton (1. hang)
- Komlós András – Harkály; Menyét (Sakál); 7-es versenyló
- Körmendi János – Bolha Eduárd
- Láng József – Keselyű; Csimpánz Alfonz; Kakukk Benő; Jaguár; Csődör; Tigris (1. hang)
- Lorán Lenke – Szarka Terka
- Magda Gabi – Szarka Berta
- Maros Gábor – Szarka Ferkó; Pocok Lipót
- Márton András – Zsiráf
- Miklósy György – Lajhár; Kék róka
- Orosz István – Pávián Fábián (3. hang); Kenguru; Pézsmapocok
- Pálos Zsuzsa – Hörcsög titkárnő; Csengős bárány; Lepke Lenke; Kakukk kisasszony; Ürgéné
- Pártos Erzsi – Kuvik Viki, Dr. Bubó nagynénje; Madame tyúk
- Pathó István – Boa a főcímben; Csörgőkígyó lány; Pocok; Ürge; Nyúl (2. évadban); Denevér
- Psota Irén – Elefánt Fáni (1. évadban)
- Rátonyi Róbert – Kacsa; Kos válóperes ügyvéd
- Schubert Éva – Szamárné; Elefánt Fáni (2. évadban); Róka hölgy
- Somogyvári Rudolf – Krokodil
- Suka Sándor – Vakond (első-két évadban); Gödény; Ürge (Tasakospatkány)
- Szabó Ottó – Víziló Jónás; Krokodil
- Szatmári István – Szamár Márton (2. hang)
- Székhelyi József – 3-as versenyló
- Szuhay Balázs – Kenguru (1-2. évadban); Játékvezető papagáj; Vadkandúr; Kakas
- Tábori Nóra – Béka Réka
- Tahi Tóth László – Nyúl (1. évadban)
- Tóth Judit – Birka Borka; Kanca
- Vándor József – Fóka; Tigris (2. hang); Bernát (3. évad, 13. részében)
- Váradi Hédi – Strucc kisasszony (2. hang)
- Velenczey István – Kos
- Verebély Iván – Postás holló; Pupu (2. évadban); Szamár Márton (3. hang); Egér küldönc

További hangok: Botár Endre, Czigány Judit, Farkas Antal, Győri Ilona, Kern András, Surányi Imre, Szombathy Gyula, Tyll Attila, Varga T. József, Vay Ilus

## Alkotók
- Rendezők: Nepp József, Hernádi Oszkár, Ternovszky Béla
- Társrendezők: Haui József, Kovács István, Maros Zoltán, Szórády Csaba
- Írók: Haui József, Hernádi Tibor, Nepp József, Romhányi József
- Dramaturg: Komlós Klári, Szilágyi András
- Zenéjét szerezte: Deák Tamás
- Operatőr: Bacsó Zoltán, Csepela Attila, Kassai Klári, Klausz András, Kovács Mihály, Pethes Zsolt, Polyák Sándor, Varga György
- Kameraman: Juhász Ágnes, Körmöci Judit, Székely Ida
- Hangmérnök: Bársony Péter
- Vágó: Hap Magda
- Tervezők: Cser Zsuzsa, Görgényi Betti, Hernádi Edit, Hernádi Oszkár, Hernádi Tibor, Holpert László, Jenkovszky Iván, Jonák Tamás, Kovács István, Kricskovics Zsuzsa, Pichler Gábor, Rofusz Ferenc, Szórády Csaba, Tóth Sarolta, Vásárhelyi Magda, Zsilli Mária
- Tervezte: Cser Zsuzsa, Görgényi Betti, Hernádi Edit, Hernádi Oszkár, Hernádi Tibor, Holpert László, Jenkovszky Iván, Jonák Tamás, Kovács István, Kricskovics Zsuzsa, Pichler Gábor, Rofusz Ferenc, Szórády Csaba, Tóth Sarolta, Vásárhelyi Magda, Zsilli Mária
- Lektor: Lehel Judit
- Háttér: Magyarkúti Béla, Molnár Péter, Szálas Gabriella
- Rajzolták: Agócs Zsuzsanna, Bakai Piroska, Bárány Zsuzsa, Baumann Miklós, Békési Sándor, Berdin Beáta, Bíró János, Boros József, Czája Éva Ágnes, Farkas Antal, Fonyódi Katalin, Fülöp Márta, Gregán Gizella (3. évadban), Gyarmathy Ildikó, Gyurkovics Bea, Hangya János, Holpert László, Javorniczky Nóra, Jonák Tamás, Kanics Gabriella, Kárpáth Mária, Kecskés Magda, Kiss Ilona, Kiss Iván, Kocsis Lénárd, Kovács István, Kreitz Zsuzsa, Kukányi Imre, Maros Zoltán, Mátrainé Óvári Éva, Nyírő Erzsébet, Orbán Anna, Palkó József, Polyák Zita, Prunner Gabriella, Raics Éva, Rajkay György, Révész Gabriella, Rosta Géza, Seregi Katalin, Szabados István, Szabados Mária, Szalay András, Száz Zsuzsa, Szűcs Édua, Tóth Lajos (3. évadban), Udvarnoki József, Vágó Sándor, Vásárhelyi Magda, Velebil Zsuzsa, Visnyei Ilona, Völler Ágnes, Zsebényi Béla, Zsebényi Mária
- Munkatársak: Bende Zsófi, Csonka György, Doroghy Judit, Gyöpös Katalin, Herczeg Péter, Janotyik Frigyes, Losonczy Árpád, Paál Klári, Pintér Erzsébet
- Rendezőasszisztens: Kovács István
- Színes technika: Kun Irén (2 évadban), Sándor Mária (3. évadban)
- Gyártásvezető: Magyar Gergely Levente, Mezei Borbála (3. évadban), Novák Irén, Vécsy Veronika (3. évadban)
- Műteremvezető: Kun László
- Produkciós vezető: Gyöpös Sándor (2 évadban), Komlós Klári (2 évadban), Mikulás Ferenc (3. évadban)

Készítette a Magyar Televízió megbízásából a Pannónia Filmstúdió

## Epizódok
Forrás: Minimax - epizódok listája
| Évad | Évad | Részek száma | Részek száma | Eredeti sugárzás   | Eredeti sugárzás  | Magyar adó       |
| Évad | Évad | Részek száma | Részek száma | Évadbemutató       | Évadzáró          | Magyar adó       |
| ---- | ---- | ------------ | ------------ | ------------------ | ----------------- | ---------------- |
|      | 1.   | 13           | 13           | 1975. január 1.    | 1975. március 22. | Magyar Televízió |
|      | 2.   | 13           | 13           | 1975. december 25. | 1976. február 28. | Magyar Televízió |
|      | 3.   | 13           | 13           | 1985. december 31. | 1986. március 31. | Magyar Televízió |

### 1. évad (1975)
| Sor. | Év. | Cím                        | Rendező                      | Író                          | Premier           | Gyártási szám |
| --- | --- | -------------------------- | ---------------------------- | ---------------------------- | ----------------- | ------------- |
| 1. | 1.  | Most kezdődik a bál        | Ternovszky Béla, Nepp József | Nepp József, Romhányi József | 1975. január 1.   | 101           |
| Az erdei állatok farsangi mulatságra készülődnek, melyen Ursula biztatása ellenére Doktor Bubó csupán ügyeletes orvosként vesz részt. Elefáni szomorkodva petrezselymet árul, mert termete miatt senki nem akar vele táncolni, különösen nem kiszemeltje, Pávián Fábián, aki csak a bálkirálynőt hajlandó felkérni. Bubó sikeresen meggyőzi Kecske elnököt, válassza meg az elefántlányt idei győztesnek. A győztes Elefáni boldogan táncol Fábiánnal, de annak lábára lép és több helyen eltöri azt. Szerencsétlenül járt táncpartnere a baleset után sértegeti a lányt, még inkább aláásva annak alacsony önbecsülését. Bubó rendelőjében próbálja kezelni a pórul járt Fábiánt, de az aggódó Elefáni a falon át betör a helyiségbe. A rombolását látva Elefáni úgy dönt, szégyenében elbujdosik. Bár a lány ügyét nem tudta megoldani, Bubó már azt is számottevő eredménynek tartja, hogy az orvos életben maradt. |     |                            |                              |                              |                   |               |
| 2. | 2.  | Miért nyúl a nyúl?         | Ternovszky Béla, Nepp József | Nepp József, Romhányi József | 1975. január 4.   | 110           |
| 3. | 3.  | Egy király ne ugráljon!    | Ternovszky Béla, Nepp József | Nepp József, Romhányi József | 1975. január 11.  | 104           |
| 4. | 4.  | Krokodilkönnyek            | Ternovszky Béla, Nepp József | Nepp József, Romhányi József | 1975. január 18.  | 103           |
| 5. | 5.  | Minden jó, ha rossz a vége | Ternovszky Béla, Nepp József | Nepp József, Romhányi József | 1975. január 25.  | 106           |
| 6. | 6.  | Hol vagyunk, erdőben?      | Ternovszky Béla, Nepp József | Nepp József, Romhányi József | 1975. február 1.  | 108           |
| 7. | 7.  | Új élet új gondokkal       | Ternovszky Béla, Nepp József | Nepp József, Romhányi József | 1975. február 8.  | 112           |
| 8. | 8.  | A türelem birkát terem     | Ternovszky Béla, Nepp József | Nepp József, Romhányi József | 1975. február 15. | 113           |
| 9. | 9.  | Tessék engem békén hagyni! | Ternovszky Béla, Nepp József | Nepp József, Romhányi József | 1975. február 22. | 107           |
| 10. | 10. | Bajok a tele vízilóval     | Ternovszky Béla, Nepp József | Nepp József, Romhányi József | 1975. március 1.  | 105           |
| 11. | 11. | Az asszony ingatag         | Ternovszky Béla, Nepp József | Nepp József, Romhányi József | 1975. március 8.  | 109 / DTV-13  |
| 12. | 12. | Nem minden szarka          | Ternovszky Béla, Nepp József | Nepp József, Romhányi József | 1975. március 15. | 102           |
| 13. | 13. | Az ő ábrándos lelke        | Ternovszky Béla, Nepp József | Nepp József, Romhányi József | 1975. március 22. | 111 / DTV-11  |

### 2. évad (1975–1976)
| Sor. | Év. | Cím              | Rendező     | Író                          | Premier            | Gyártási szám          |
| ---- | --- | ---------------- | ----------- | ---------------------------- | ------------------ | ---------------------- |
| 14.  | 1.  | Kacsa-lap        | Nepp József | Nepp József, Romhányi József | 1975. december 25. | 201 / 7576-01 / DTV-18 |
| 15.  | 2.  | Szerelmes Ursula | Nepp József | Nepp József, Romhányi József | 1976. január 3.    | 212 / 7576-03 / DTV-14 |
| 16.  | 3.  | Téli álom        | Nepp József | Nepp József, Romhányi József | 1976. március 13.  | 211 / 7576-13 / DTV-15 |
| 17.  | 4.  | Kakukk-tojás     | Nepp József | Nepp József, Romhányi József | 1976. február 21.  | 203 / 7576-10 / DTV-16 |
| 18.  | 5.  | Ürge-zűr         | Nepp József | Nepp József, Romhányi József | 1976. március 6.   | 210 / 7576-12 / DTV-17 |
| 19.  | 6.  | Lajhár-kúra      | Nepp József | Nepp József, Romhányi József | 1976. január 24.   | 206 / 7576-06 / DTV-19 |
| 20.  | 7.  | Teve-nyavalya    | Nepp József | Nepp József, Romhányi József | 1976. január 31.   | 209 / 7576-07 / DTV-20 |
| 21.  | 8.  | Orrszarvú-ügy    | Nepp József | Nepp József, Romhányi József | 1976. január 10.   | 213 / 7576-04 / DTV-21 |
| 22.  | 9.  | Liba-hiba        | Nepp József | Nepp József, Romhányi József | 1976. február 14.  | 205 / 7576-09 / DTV-22 |
| 23.  | 10. | Strucc-mánia     | Nepp József | Nepp József, Romhányi József | 1976. február 7.   | 208 / 7576-08 / DTV-23 |
| 24.  | 11. | Jaguár-kár       | Nepp József | Nepp József, Romhányi József | 1976. január 1.    | 207 / 7576-02 / DTV-24 |
| 25.  | 12. | Szamár-kór       | Nepp József | Nepp József, Romhányi József | 1976. január 17.   | 202 / 7576-05 / DTV-25 |
| 26.  | 13. | Kenguru-bú       | Nepp József | Nepp József, Romhányi József | 1976. február 28.  | 204 / 7576-11 / DTV-26 |

### 3. évad (1985–1986)
| Sor. | Év. | Cím                 | Rendező        | Premier            | Gyártási szám          |
| ---- | --- | ------------------- | -------------- | ------------------ | ---------------------- |
| 27.  | 1.  | Környezetszennyezés | Szórádi Csaba  | 1986. február 1.   | 301 / 8586-06 / DTV-32 |
| 28.  | 2.  | Babonaság           | Hernádi Oszkár | 1986. február 8.   | 306 / 8586-07 / DTV-33 |
| 29.  | 3.  | Állati jogok        | Hernádi Oszkár | 1986. február 22.  | 305 / 8586-09 / DTV-34 |
| 30.  | 4.  | Turizmus            | Hernádi Oszkár | 1986. február 15.  | 311 / 8586-08 / DTV-35 |
| 31.  | 5.  | Válások             | Hernádi Oszkár | 1986. március 1.   | 312 / 8586-10 / DTV-36 |
| 32.  | 6.  | Kábítószer          | Hernádi Oszkár | 1986. január 4.    | 309 / 8586-02 / DTV-27 |
| 33.  | 7.  | Szesz-vész          | Kovács István  | 1985. december 31. | 310 / 8586-01 / DTV-28 |
| 34.  | 8.  | Vetélkedő           | Kovács István  | 1986. január 11.   | 313 / 8586-03 / DTV-29 |
| 35.  | 9.  | Divathóbort         | Hernádi Oszkár | 1986. január 18.   | 307 / 8586-04 / DTV-30 |
| 36.  | 10. | Játékszenvedély     | Hernádi Oszkár | 1986. január 25.   | 308 / 8586-05 / DTV-31 |
| 37.  | 11. | Korrupció           | Maros Zoltán   | 1986. március 9.   | 304 / 8586-11 / DTV-37 |
| 38.  | 12. | Krimi               | Haui József    | 1986. március 31.  | 302 / 8586-13 / DTV-38 |
| 39.  | 13. | Terrorizmus         | Haui József    | 1986. március 22.  | 303 / 8586-12 / DTV-39 |

## Betétdalok
- Főcímdal – Előadja: Szabó Gyula, Csala Zsuzsa és mások.
- Harsog a farsang az állati bál – Előadja: Felföldi Anikó
- Holálé-Holálé juhé – Előadja: Tóth Judit
- Háp-háp-háp – Előadja: Rátonyi Róbert
- Munkára lajhár – Előadja: Horváth Pál
- Pupú szerencsés dala – Előadja: Verebély Iván
- Aranyrögből aranykupac – Előadja: Képessy József
- Ursula dala – Előadja: Csala Zsuzsa
- Bennem is volna művészi véna – Előadja: Bodrogi Gyula
- Kakukk-kakukk – Előadja: Pálos Zsuzsa
- A puma és a papagáj dala – Előadja: ?
- Gá-gá-gá – Előadja: Bakó Márta
- Ó egek – Előadja: Váradi Hédi
- Itt rend lesz – Előadja: Bodrogi Gyula
- Nehéz a hőshekus dolga – Előadja: Kibédi Ervin
- Se zablak, se nyereg – Előadja: Láng József és Schubert Éva
- A kosz, az rossz – Előadja: Csala Zsuzsa
- Kicsapongásra uszító dal – Előadja: Császár Angela

## Mese- és képeskönyvekben
| Mesekönyv - Doktor Bubó (1979 / 1981 / 1999 / 2002 / 2006) Hol vagyunk, erdőben? (6) Most kezdődik a bál (1) Ürge-zűr (18) Bajok a tele vízilóval (10) Minden jó, ha rossz a vége (5) Szamár-kór (25) Orrszarvú-ügy (21) | Képeskönyv - Doktor Bubó I. (1985) Kacsa-lap (14) Krokodil könnyek (4) Bajok a tele vízilóval (10) - Doktor Bubó II. (1986) Egy király ne ugráljon (3) Tessék engem békén hagyni! (9) Új élet új gondokkal (7) - Doktor Bubó III. (1987) Állati jogok (29) Környezetszennyezés (27) Szesz-vész (33) |

## VHS kiadás

### Televideo
| Kérem a következőt 1. | Kérem a következőt 2. |
| --- | --- |
| - Az asszony ingatag - Bajok a televízilóval - Egy király ne ugráljon - Hol vagyunk, erdőben? - Krokodil könnyek - Miért nyúl a nyúl? - Minden jó, ha rossz a vége Hossza: 84 perc | - Most kezdődik a bál - Nem minden szarka - Tessék engem békén hagyni! - Az ő ábrándos lelke - A türelem birkát terem - Új élet új gondokkal Hossza: 73 perc |
| A VHS 1991-ben jelent meg a TELEVIDEO gondozásában. | |

### Fümotó Kft.
| Doktor Bubó | Dr. Bubó Bubó                                                                          | Kérem a következőt 1.                                                                                |
| --- | -------------------------------------------------------------------------------------- | --- |
| - Környezetszennyezés - Babonaság - Állati jogok - Turizmus                                                          | - Válások - Korrupció - Krimi - Terrorizmus                                            | - Kábítószer - Szesz-vész - Vetélkedő - Divathóbort - Játékszenvedély                                |
| Kérem a következőt 2.                                                                                                | Kérem a következőt 3.                                                                  | Kérem a következőt 4.                                                                                |
| - Tessék engem békén hagyni! - Bajok a tele vízilóval - Az ő ábrándos lelke - Nem minden szarka - Az asszony ingatag | - Most kezdődik a bál - Miért nyúl a nyúl? - Egy király ne ugráljon! - Krokodilkönnyek | - Minden jó, ha rossz a vége - Hol vagyunk, erdőben? - Új élet új gondokkal - A türelem birkát terem |
| Kérem a következőt 5.                                                                                                | Kérem a következőt 6.                                                                  | Kérem a következőt 7.                                                                                |
| - Szerelmes Ursula - Téli álom - Kakukk-tojás - Ürge-zűr                                                             | - Kacsa-lap - Lajhár-kúra - Teve-nyavalya - Orrszarvú-ügy - Liba-hiba                  | - Strucc-mánia - Jaguár-kár - Szamár-kór - Kenguru-bú                                                |
| A VHS 2000 és 2002 között jelent meg a Fümotó Kft. gondozásában.                                                     |                                                                                        | |

## DVD kiadás

### Kérem a következőt! 1.
A DVD 2001. október 30-án jelent meg a Tower videó gondozásában.
Jellemzők: 
- Forgalmazó: Tower
- Hang: magyar (DD)
- Kép: 1,33:1 (4:3)
- Hossza: 95 perc

| Epizódlista |  |
| --- |  |
| 1. Most kezdődik a bál 2. Miért nyúl a nyúl? 3. Egy király ne ugráljon! 4. Krokodil könnyek 5. Minden jó, ha rossz a vége 6. Hol vagyunk, erdőben? 7. Új élet új gondokkal 8. A türelem birkát terem |  |

### Kérem a következőt! 2.
A DVD 2002. október 8-án jelent meg a ugyancsak Tower videó gondozásában.
Jellemzők: 
- Forgalmazó: Tower
- Hang: magyar (DD)
- Kép: 1,33:1 (4:3)
- Hossza: 95 perc

| Epizódlista |  |
| --- |  |
| 1. Strucc-mánia 2. Jaguár-kár 3. Szamár-kór 4. Kenguru-bú 5. Tessék engem békén hagyni 6. Bajok a tele vízilóval 7. Az ő ábrándos lelke 8. Nem minden szarka 9. Az asszony ingatag |  |

### Kérem a következőt! 3.
A DVD 2002. október 18-án jelent meg a ugyancsak Tower videó gondozásában.
Jellemzők: 
- Forgalmazó: Tower
- Hang: magyar (DD)
- Kép: 1,33:1 (4:3)
- Hossza: 95 perc

| Epizódlista |  |
| --- |  |
| 1. Szerelmes Ursula 2. Téli álom 3. Kakukk-tojás 4. Ürge-zűr 5. Kacsa-lap 6. Lajhár-kúra 7. Teve-nyavalya 8. Orrszarvú-ügy 9. Liba-hiba |  |

### Kérem a következőt! 4.
A DVD 2007. február 26-án jelent meg a ugyancsak Tower videó gondozásában.
Jellemzők: 
- Forgalmazó: Tower
- Hang: magyar (DD)
- Kép: 1,33:1 (4:3)
- Hossza: 91 perc

| Epizódlista                                                                                             |  |
| --- |  |
| 1. Környezetszennyezés 2. Krimi 3. Terrorizmus 4. Korrupció 5. Állati jogok 6. Babonaság 7. Divathóbort |  |

### Kérem a következőt! 5.
A DVD 2007. április 23. jelent meg a ugyancsak Tower videó gondozásában.
Jellemzők: 
- Forgalmazó: Tower
- Hang: magyar (DD)
- Kép: 1,33:1 (4:3)
- Hossza: 91 perc

| Epizódlista                                                                        |  |
| ---------------------------------------------------------------------------------- |  |
| 1. Játékszenvedély 2. Kábítószer 3. Szesz-vész 4. Turizmus 5. Válások 6. Vetélkedő |  |